# Dichagyris damascina
Dichagyris damascina är en fjärilsart som beskrevs av Charles Boursin 1963. Dichagyris damascina ingår i släktet Dichagyris och familjen nattflyn. Inga underarter finns listade i Catalogue of Life.